# Pułtusk
Pułtusk is een stad in het woiwodschap Mazovië, in Polen. Pułtusk is gelegen aan de rivier de Narew.
De geschiedenis van Pułtusk gaat terug tot de 10e eeuw. Er werd bij Pułtusk twee keer een veldslag geleverd: in 1703 en in 1806 door Napoleon tijdens de Vierde Coalitieoorlog tegen Rusland. De naam Pułtusk is in de Arc de Triomphe in Parijs gegraveerd. Het huis waar Napoleon verbleef bestaat nog steeds, het staat aan het centrale plein Rynek 29.
In de stad ligt het station Pułtusk.